# Larry Gene Bell
 (septembre 2011).
Si vous disposez d'ouvrages ou d'articles de référence ou si vous connaissez des sites web de qualité traitant du thème abordé ici, merci de compléter l'article en donnant les références utiles à sa vérifiabilité et en les liant à la section « Notes et références ».
Pour les articles homonymes, voir Bell.
Larry Gene Bell (30 octobre 1949-4 octobre 1996) est un tueur en série américain qui a été condamné à mort après avoir été reconnu coupable du meurtre d'une adolescente de 17 ans et d'une fillette de neuf ans.
Bell a ciblé par hasard Sharon "Shari" Faye Smith alors qu'elle se trouvait à bord de sa voiture, l'a suivie jusqu'à l'entrée de la propriété familiale de celle-ci où il l'a forcée à monter dans son véhicule. Pendant sa captivité, la jeune fille est agressée sexuellement par Bell et après le viol, Smith est forcée par Bell à écrire son testament avant d'être tuée par strangulation. Peu de temps après avoir commis le meurtre, Bell fait une série d'appels aux parents de sa victime pour les perturber dans leur deuil. La sœur de la victime, Dawn Elizabeth Smith, était terrorisée par le fantasme sadique du meurtrier, car il envisageait de faire d'elle sa prochaine victime. Pendant que la police poursuivait ses recherches, Bell a enlevé Debra May Helmick, âgée de neuf ans, devant chez elle et en plein jour. Il a fait subir à sa jeune victime le même sort qu'à Smith.
Dawn Elizabeth Smith s'est qualifiée pour Miss America 1987 en juin 1986 et est ensuite devenue une artiste d'enregistrement.
Arrêté, Bell nia toutes les accusations qui pesaient contre lui, mais lorsque les policiers lui ont présenté les membres de la famille de Sharon Faye Smith, Bell a craqué et leur a demandé pardon. Bell a été exécuté par électrocution le 4 octobre 1996.